# Wilhelm von Born

Wilhelm von Born (1826–1902)

Johann Hermann Georg Wilhelm von Born (oft auch William von Born, * 1826; † 1902) war ein deutscher Bankier, Vorstandsmitglied der Eisenhütte Westfalia in Lünen, Präsident der Dortmunder Handelskammer, Mitglied im preußischen Volkswirtschaftsrat und Mitglied des preußischen Staatsrats.
Seine Eltern waren Johann Wilhelm von Born (1786–1833) und Elisabeth Henriette geb. Barop (1800–1879), eine Nichte des Pädagogen Wilhelm Middendorff (1793–1853). Sein Vater investierte schon in den Bergbau und die Eisenverarbeitung.
Wilhelm Overbeck und Wilhelm von Born standen an der Spitze einer Gruppe von 42 Dortmunder Kaufleuten, die am 13. Mai 1860 das zuständige Ministerium um die Gründung einer Handelskammer ersuchten. König Wilhelm I. unterzeichnete das Gründungsdokument am 13. April 1863. Born war ab 1864 stellvertretender Präsident und ab 1876 Präsident der Handelskammer.